# Liste geographischer Rekorde nach Kontinent
Dieser Artikel listet geographische Rekorde nach Kontinenten geordnet auf. Weltrekorde sind dabei fettgedruckt.

## Kontinente allgemein
- Kontinent mit der größten Fläche: Asien, ca. 44,6 Mio. km²
- Kontinent mit der kleinsten Fläche: Australien und Ozeanien, ca. 9 Mio. km²
- Kontinent mit der höchsten Einwohnerzahl: Asien: ca. 4 Mrd. Menschen
- Kontinent mit der niedrigsten Einwohnerzahl: Antarktika: Im Sommer ca. 4000 und im Winter ca. 1000 Menschen

## Afrika

Lage von Afrika

- Land mit der größten Fläche: Algerien: 2.381.741 km²
- Land mit der kleinsten Fläche: Seychellen: 455 km²
- Höchster Berg: Kibo (Kilimandscharo-Massiv), Tansania: 5895 m
- Tiefster Punkt: Assalsee, Dschibuti: 153 m unter dem Meeresspiegel
- Größter See: Victoriasee, Ostafrika: 68.870 km²
- Tiefster See: Tanganjikasee, Ostafrika: 1470 m
- Längster Fluss: Nil, Nordafrika: 6650 km[1]
- Größter unterirdischer See: Drachenhauchloch, Namibia: 2,61 Hektar
- Nördlichster Punkt (Kontinentalafrikas): Kap Blanc, Tunesien, nahe Bizerta
- Nördlichster Punkt (Afrikas): Insel Gallo, Galite-Inseln, Tunesien
- Südlichster Punkt: Kap Agulhas, Südafrika
- Westlichster Punkt (Kontinentalafrikas): Cabo Verde, Senegal
- Westlichster Punkt (Afrikas): Santo Antão, Kap Verde
- Östlichster Punkt (Kontinentalafrikas): Ras Hafun, Somalia
- Östlichster Punkt (Afrikas): Insel Rodrigues, Mauritius

### Bevölkerungsrekorde Afrika
- Land mit der höchsten Einwohnerzahl: Nigeria
- Land mit der niedrigsten Einwohnerzahl: Seychellen
- Land mit der höchsten Bevölkerungsdichte: Mauritius
- Land mit der niedrigsten Bevölkerungsdichte: Namibia
- Metropolregion mit der höchsten Einwohnerzahl: Kairo, Ägypten
- Stadt ohne Vorortgürtel mit der höchsten Einwohnerzahl: Lagos, Nigeria
- Bevölkerungsreichste Hauptstadt (ohne Metropolregion): Kairo, Ägypten
- Bevölkerungsärmste Hauptstadt (inkl. Metropolregion): Victoria, Seychellen

## Asien

Lage von Asien

- Land mit der größten Fläche: Russland: 17.075.400 km² (davon 13.122.850 km² in Asien)
- Land mit der kleinsten Fläche: Malediven: 298 km²
- Höchster Punkt: Mount Everest, Volksrepublik China, Nepal: 8848 m
- Tiefster Punkt: Totes Meer, 430 m unter dem Meeresspiegel, Tendenz fallend
- Größter See: Kaspisches Meer, Westasien: 393.898 km²
- Tiefster See: Baikalsee, Russland: 1642 m
- Längster Fluss: Jangtse, Volksrepublik China: 6380 km
- Größte Felsenhöhle: Sarawak-Kammer, Malaysia
- Höchster durchschnittlicher Jahresniederschlag: Mawsynram (Indien): 11.872 mm

### Bevölkerungsrekorde Asien
- Land mit der höchsten Einwohnerzahl: Indien[2]
- Land mit der niedrigsten Einwohnerzahl: Malediven
- Land mit der höchsten Bevölkerungsdichte: Singapur
- Land mit der niedrigsten Bevölkerungsdichte: Mongolei
- Metropolregion mit der höchsten Einwohnerzahl: Tokio, Japan
- Stadt ohne Vorortgürtel mit der höchsten Einwohnerzahl: Mumbai, Indien
- Insel mit der höchsten Einwohnerzahl: Java

## Europa

Lage von Europa

- Land mit der größten Fläche: Russland: 17.075.400 km² (davon 3.952.550 km² in Europa)
- Land mit der kleinsten Fläche: Vatikanstadt: 0,44 km²
- Höchster Punkt: Mont Blanc, Frankreich/Italien: 4805 m[3][4]
- Tiefster Punkt: Kaspisches Meer: 28 m unter dem Meeresspiegel
- Größter See: Ladogasee, Russland: 17.703 km²
- Tiefster See: Hornindalsvatnet, Norwegen: 514 m
- Längster Fluss: Wolga, Russland: 3534 km

### Bevölkerungsrekorde Europa
- Land mit der höchsten Einwohnerzahl: Russland
- Land mit der niedrigsten Einwohnerzahl: Vatikanstadt
- Land mit der höchsten Bevölkerungsdichte (Stadtstaat): Monaco
- Land mit der höchsten Bevölkerungsdichte (Flächenstaat): Niederlande
- Land mit der niedrigsten Bevölkerungsdichte: Island
- Metropolregion mit der höchsten Einwohnerzahl: Moskau, Russland
- Stadt ohne Vorortgürtel mit der höchsten Einwohnerzahl: Moskau, Russland

## Nordamerika

Lage von Nordamerika

- Land mit der größten Fläche: Kanada: 9.984.670 km²
- Land mit der kleinsten Fläche: St. Kitts und Nevis: 269 km²
- Höchster Berg: Denali (Mount McKinley), Vereinigte Staaten: 6168 m
- Größter See: Oberer See, Vereinigte Staaten, Kanada 82.414 km²
- Tiefster See: Großer Sklavensee, Kanada: 800 m
- Längster Fluss: Missouri-Mississippi, Vereinigte Staaten: 6051 km
- Tiefster Punkt: Badwater Basin, Vereinigte Staaten: 85,5 m unter dem Meeresspiegel
- Größte Insel der Erde: Grönland
- Größte Binnenseeinsel der Erde: Manitoulin, Kanada 2.788 km²

### Bevölkerungsrekorde Nordamerika
- Land mit der höchsten Einwohnerzahl: Vereinigte Staaten
- Land mit der niedrigsten Einwohnerzahl: St. Kitts und Nevis
- Land mit der höchsten Bevölkerungsdichte: Barbados
- Land mit der niedrigsten Bevölkerungsdichte: Kanada
- Metropolregion mit der höchsten Einwohnerzahl: New York, Vereinigte Staaten
- Stadt ohne Vorortgürtel mit der höchsten Einwohnerzahl: Mexiko-Stadt, Mexiko

## Südamerika

Lage von Südamerika

- Land mit der größten Fläche: Brasilien: 8.547.404 km²
- Land mit der kleinsten Fläche: Suriname: 163.820 km²
- Höchster Berg: Aconcagua, Argentinien: 6961 m
- Größter See: Titicacasee, Peru/Bolivien: 8288 km²
- Tiefster See: Lago General Carrera Chile, Argentinien: 836 m
- Längster Fluss: Amazonas: 6992 km

### Bevölkerungsrekorde Südamerika
- Land mit der höchsten Einwohnerzahl: Brasilien
- Land mit der niedrigsten Einwohnerzahl: Suriname
- Land mit der höchsten Bevölkerungsdichte: Ecuador
- Land mit der niedrigsten Bevölkerungsdichte: Suriname
- Metropolregion mit der höchsten Einwohnerzahl: São Paulo, Brasilien
- Stadt ohne Vorortgürtel mit der höchsten Einwohnerzahl: São Paulo, Brasilien

## Australien – Ozeanien

Lage von Ozeanien

- Land mit der größten Fläche: Australien: 8.600.000 km²
- Land mit der kleinsten Fläche: Nauru: 21 km²
- Höchster Punkt: Carstensz-Pyramide, Indonesien: 4884 m[5]
- Größter See: Lake Eyre, Australien: 9876 km²
- Tiefster See: Lake Hauroko, Neuseeland: 463 m
- Längster Fluss: Murray-Darling-Flusssystem, Australien: 3672 km

### Bevölkerungsrekorde Australien – Ozeanien
- Land mit der höchsten Einwohnerzahl: Australien
- Land mit der niedrigsten Einwohnerzahl: Tuvalu
- Land mit der höchsten Bevölkerungsdichte: Nauru
- Land mit der niedrigsten Bevölkerungsdichte: Australien
- Metropolregion mit der höchsten Einwohnerzahl: Sydney, Australien
- Stadt ohne Vorortgürtel mit der höchsten Einwohnerzahl: Sydney, Australien

## Antarktika

Lage Antarktika

- Höchster Punkt: Mount Vinson, 4892 m
- Tiefster Punkt: Denman-Gletscher-Sohle, 3500 m unter dem Meeresspiegel[6]